# آیلندر
آیلندر (انگلیسی: Islander) یک گروه راک آمریکایی از گرینویل، کارولینای جنوبی است که در سال ۲۰۱۱ تشکیل شد.